# Yughisk
Yughisk (Yugisk) er et jeniseisk sprog, nært beslægtet med ketisk, som tidligere blev talt af Yugh-folket, en etnisk gruppe langs den sydlige del af floden Jenisej i det centrale Sibirien. Det blev tidligere klassificeret som en dialekt af ketisk, men antages nu for at være et selvstændigt sprog.  I 1991 blev Yughisk talt af
2 eller 3 personer, alle indenfor samme etniske gruppe af 19 personer, og sproget bliver i dag anset som uddødt.